# Heracles estrangulando a las serpientes

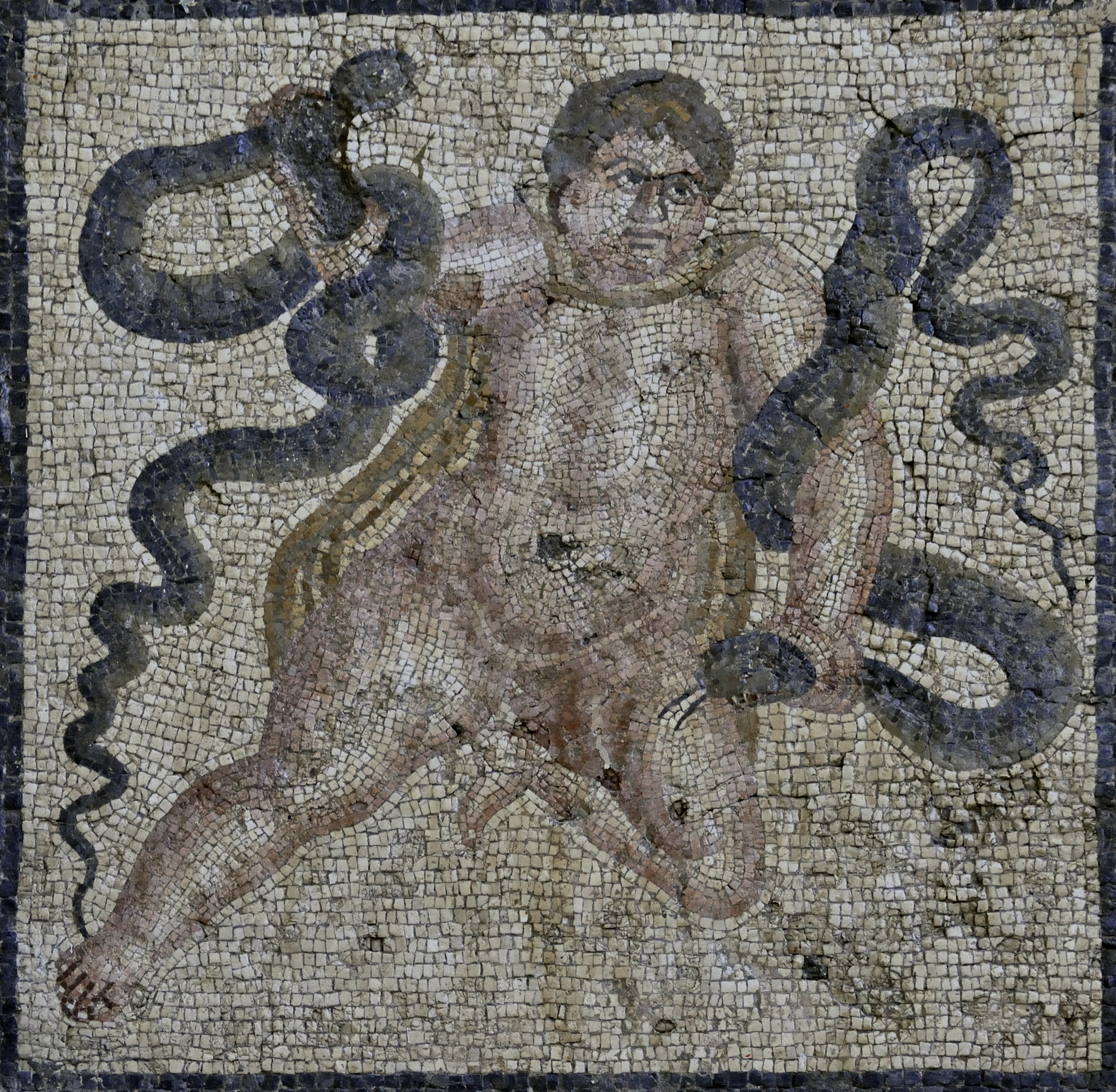
Mosaico de Heracles estrangulando a las serpientes, museo de Antioquía.

Heracles estrangula a las serpientes es un mosaico del siglo II que se encuentra en la actualidad en el museo arqueológico de Antioquía, en Turquía.
Las teselas del mosaico representan el episodio de la infancia de Heracles, el Hércules griego, inspirada en un relato del poeta griego Píndaro. Poco después de su nacimiento, el semidiós sufrió el ataque de dos serpientes venenosas enviadas por Hera, la diosa esposa de su padre Zeus, como represalia por la infidelidad de este con la madre de Heracles, la humana Alcmena.
Sin embargo, Heracles estranguló a las serpientes gracias a la fuerza sobrehumana adquirida de su padre, y a la mañana siguiente su nodriza encontró al niño jugando en su cuna con las serpientes muertas en sus manos, momento representado en el mosaico.
En pintura hay ejemplos de la representación de este tema, como en la obra Heracles niño estrangula a las serpientes de Joshua Reynolds que se conserva en el museo del Ermitage por encargo de la zarina Catalina.